# Immunofixatie
Immunofixatie van eiwitten is een techniek, die gebruikt wordt om eiwitten in serum of urine te karakteriseren. Vaak gaat het om mono- of oligoklonale gammapathieën (paraproteïnen) en Bence Jones-eiwitten. Ook cerebrale IgG kan op deze wijze nader gedefinieerd worden. De eiwitten in serum of urine worden op basis van lading en/of grootte gescheiden in een gel met behulp van elektroforesetechnieken. Vervolgens wordt het eiwit van interesse gefixeerd in de gel middels incubatie met een antilichaam dat specifiek is voor het eiwit van interesse. De andere eiwitten kunnen worden weggewassen uit de gel, het gefixeerde eiwit van interesse blijft zitten en kan zichtbaar gemaakt worden voor het blote oog door een algemene eiwit kleuring . Het kan worden uitgevoerd om vast te stellen of het bloed een abnormale hoeveelheid van één type eiwit bevat. Dit kan gebeuren als een bepaalde groep B-cellen sterk deelt, terwijl deze cellen allemaal exact hetzelfde immunoglobuline produceren. Ziektes waarbij dit voorkomt zijn bijvoorbeeld de ziekte van Kahler en de ziekte van Waldenström, maar er zijn meer mogelijke oorzaken. Het geproduceerde immunoglobuline wordt M-proteïne of paraproteïne genoemd. Er wordt gesproken van een monoclonale populatie cellen als ze allemaal van dezelfde cel afstammen. Het feit dat ze exact hetzelfde immunoglobuline produceren (monoclonale gammopathie) is daarvan een bewijs.
Als in het bloed een abnormale hoeveelheid van één specifiek eiwit in aanwezig is, zal dit in de immunofixatie als een smalle piek zichtbaar worden. Zo'n piek hoeft geen M-proteïne te zijn, omdat het ook door bijvoorbeeld stollingseiwitten (fibrinogeen) of ontstekingseiwitten (CRP) veroorzaakt kan worden.
Immunofixatie is een vervolgstap op de elektroforese. Met immunofixatie worden de bekende immunoglobulines (zoals IgG, IgA) gemarkeerd, zodat vastgesteld kan worden of de abnormale piek met een immunoglobuline samenvalt. Behalve op bloed kan het ook op urine worden uitgevoerd. Normaal gesproken is de uitslag "geen M-proteïne aantoonbaar".